# Camponotus laconicus
Camponotus laconicus é uma espécie de inseto do gênero Camponotus, pertencente à família Formicidae.